# Císařská houska
Císařská houska též císařská žemle, hvězdička či hvězda nebo kaiserka (německy Kaisersemmel též Kaiserweck(en), Kaiserbrötchen nebo Sternsemmel) je tradiční rakouské bílé, křupavé a hvězdicovitě naříznuté pečivo. Stejně jako u jiného rakouského bílého pečiva činí minimální váha císařské housky 46 gramů. V Rakousku se vyrábí též ve větších variantách do maximální váhy 80 gramů. Pro oslavy a párty lze v Rakousku zakoupit její menší provedení (Jourgebäck). Na rozdíl od tradiční ručně vyráběné Wiener Kaisersemmel (Vídeňské císařské housky) lze běžnou císařskou housku vyrábět strojově, za příměsi žitné mouky a hvězdičku do těsta vyrazit. Naopak hvězdička na povrchu ručně vyráběné Vídeňské císařské housky vzniká paterým překládáním těsta.

## Historie
Obětní chléb (Opferbrot) ve formě kulatého bochníku s hvězdicovitým zdobením se objevuje již ve starokřesťanském a byzantském umění (např. mozaiky v Raveně nebo sgrafito ve Vestině chrámu v Římě) a později ve zvykoslovném velikonočním pečivu: ve Švábsku to byly hvězdicovité housky Mutschel, v Bavorsku a pohraničních Čechách Sternsemmel (housky hvězdičky), Alsasku Wästle, ve Francii brioška, ve Württembersku Laugeneck, Ulmu Kaisersemmel, Magdeburgu Kaiserbrot, Štětíně Rosensemmel.
Počátek výroby císařské housky či žemle (Kaisersemmel) ve Vídni je zahalen tajemstvím. Zrovna tak se k jejímu názvu traduje několik pověstí. První se pojí s císařem Friedrichem III., který měl v roce 1487 v Norimberku obdarovat děti pečivem se svým vyobrazením (1000 blätzlein bachen lasen, und gab jedem Kindt eins, darauff stund des Keysers bildt). A jelikož vyrážení císařského portrétu do pečiva bylo náročné, začali někteří pekaři vyrábět za pomoci několika cípů těsta pečivo napodobující vladařskou korunu. Faktem je, že než si našla císařská houska cestu do Vídně, uběhla dlouhá doba - ještě na začátku 17. století se kulatá houska z pšeničné mouky ve Vídni nepekla.

### Bílé pečivo a kulatá houska ve Vídni

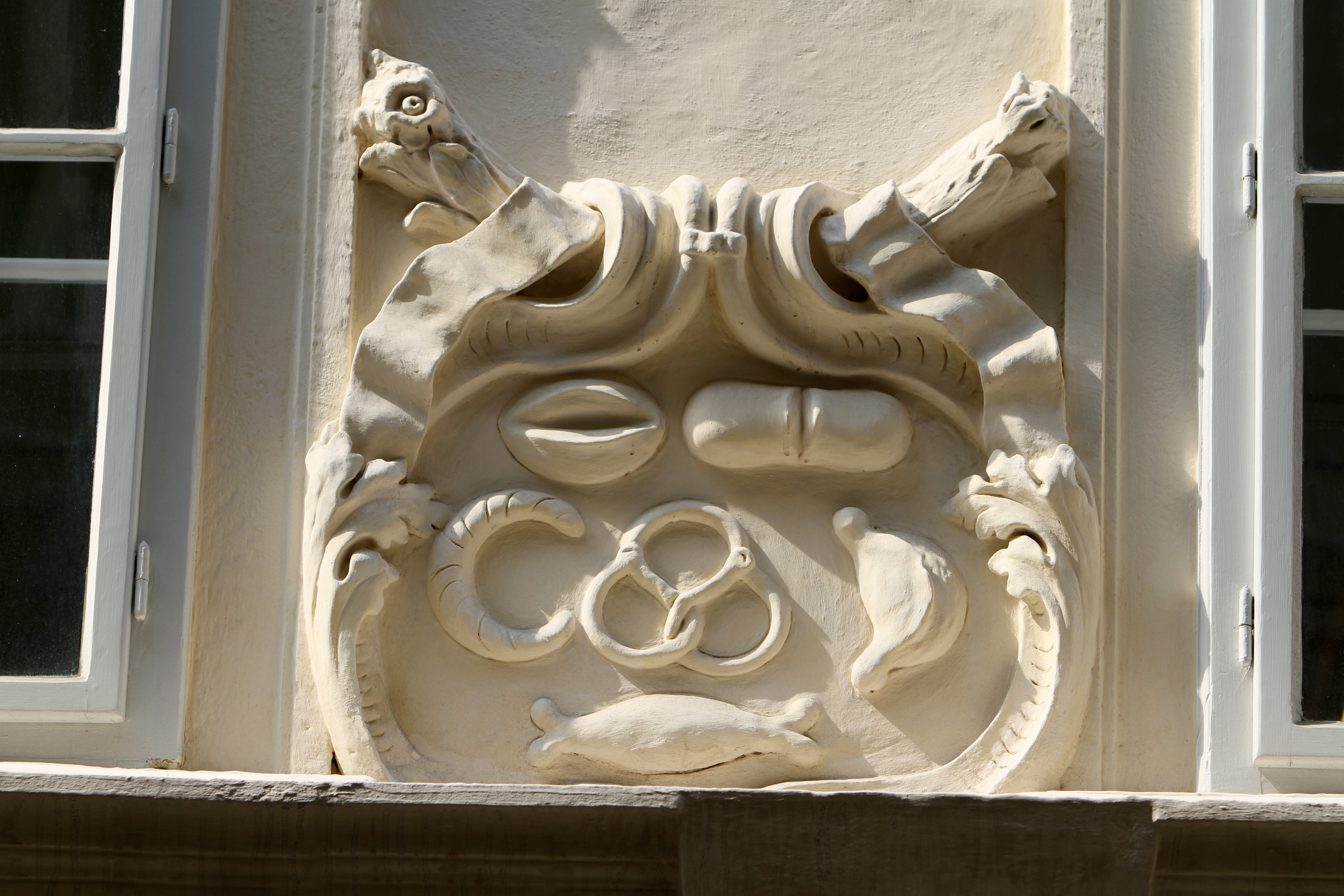
Vídeňské pečivo (zleva doprava a shora dolů) na domovním znamení pekárny (Brotbäckerhaus) z roku 1705: Bosniakerl, Schusterlaberl, Kipfel, Brezel, Beugel a Girafferl

Sortiment vídeňských pekařů se zpočátku omezoval na chléb (Brot), housky (gemeine Semmel), rohlíky podlouhlého či klínového tvaru (Weckerl) a několik druhů luxusního pečiva (Flecken, Beugel, Brezen), který byl doplněn tzv. pasovským pečivem (Passauer Wecken) a točenými rohlíky (Kipfel) - předchůdci brioškového a křehkého pečiva (Mürbegebäck).
Za zavedení výroby lepšího bílého pečiva a kulaté žemle vděčí Vídeňané konkurenčním vztahům mezi pekaři z Mödlingu a pekaři z Vídně. Teprve v roce 1627 se město Vídeň rozhodlo postavit na stranu pekařského cechu, u kterého se množily stížnosti na pekaře z Mödlingu, ale i z Perchtoldsdorfu, Atzgersdorfu‚ Enzersdorfu a z Rodaun, tajně zásobující vídeňský trh bílým pečivem z kvalitní pšeničné mouky (krumme und geschnittene Kipfel, Rundsemmeln und Weckerln). Zákaz dovozu pečiva do města Vídně byl podmíněn tím, že vídeňští pekaři do své nabídky zahrnou i ono sporné bílé pečivo.
Za tímto účelem byli losem vybráni dva pekařští mistři (Balthasar Haimb a Georg Biechner, též psáno Püchner), kteří následně tzv. »Mödlinger Bacht« drželi. Jednalo se o výrobu 6 druhů bílého pečiva (eiernem Brod, Rundsemmeln, krummen Kipfeln, geschnittenen Semmeln, Schinpänel a Weckerln), přičemž jednotlivé výrobky neměly být větší než za cenu 6 krejcarů a pečivo mělo být tak bílé jako od pekařů z Mödlingu.
Výroba kulatých housek (Rundsemmel) ve Vídni podléhala od roku 1696 vídeňské moučné a chlebové taxe (Mehl- und Brotsatzung der Stadt Wien) a přibližně od roku 1702 byla její váha stanovena na třetinu váhy obyčejné housky (Ordinari-Semmel); např. v roce 1719 měla podle chlebové taxy vážit 6 Lot a obyčejná krejcarová houska (Ordinari Kreuzer Semmel) 9 Lot. V roce 1730 císař Karel VI. svým patentem povolil výrobu kulatých housek (Rund-Semmel Back) všem pekařům, přičemž neměli kvůli dostatečnému zásobování lidu opomíjet výrobu žitného chleba a obyčejných housek.

### Císařská houska jako luxusní pečivo vídeňských pekařů

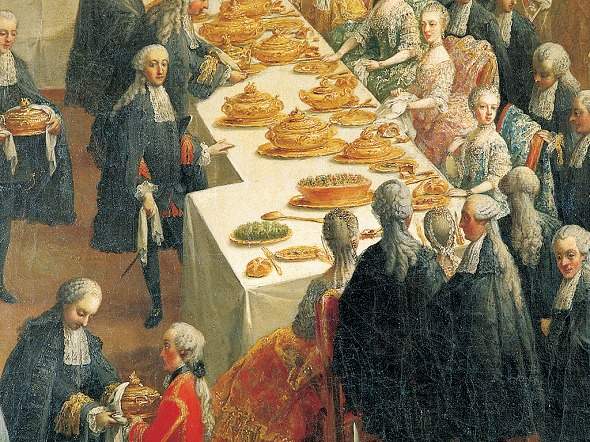
Martin van Meytens, olejomalba, dokončena 1763, dvorní hostina ku příležitosti svatby rakouského arcivévody Josefa s Isabelou Parmskou, na stolech císařské housky (Kaisersemmel)

V době vlády Marie Terezie (1740-1780) dochází k liberalizaci pekařské výroby a v roce 1770 císařovna opět potvrdila, že kulaté housky (Rundsemmel) mohou péci pecnáři (Schwarzbäcker) i pekaři (Weißbäcker). Do tohoto období lze zařadit druhou legendu, podle které měl císařskou housku v roce 1750 vynalézt vídeňský pekař Kayser, podle kterého byla pojmenována.
V roce 1760 se konala svatba rakouského arcivévody Josefa s Isabelou Parmskou. Dvorní hostinu ve velké antecameře Hofburku, konanou k této příležitosti, zobrazil dvorní malíř Martin van Meytens. Na hodovních stolech jsou zachyceny kulaté housky s hvězdičkou - jedná se pravděpodobně o první obrazový důkaz existence císařské housky (Kaisersemmel).
V roce 1775 se bílé pečivo pod chlebovou taxou (máslový a vaječný chléb/geschmalzene a eierne Brot - nazývaný od r. 1798 rohlík/Kipfel, kulatá houska/Mundsemmel a obyčejná houska/ordinari-Semmel) prodávalo po jednom krejcaru. Za panování císaře Josefa II. bylo pečivo od taxy osvobozeno, ale po jeho smrti v roce 1790 byla taxa opět zavedena. V roce 1806 byla zrušena taxa na křehké tukové pečivo (geschmalzenes Gebäck, později pod názvem mürbes Gebäck) a po roce 1810 se ve Vídni objevily první pekárny nabízející luxusní pečivo (Gusto- und Luxus Bäckereien), tehdy ještě vyráběné za pomoci obilných kvasnic.

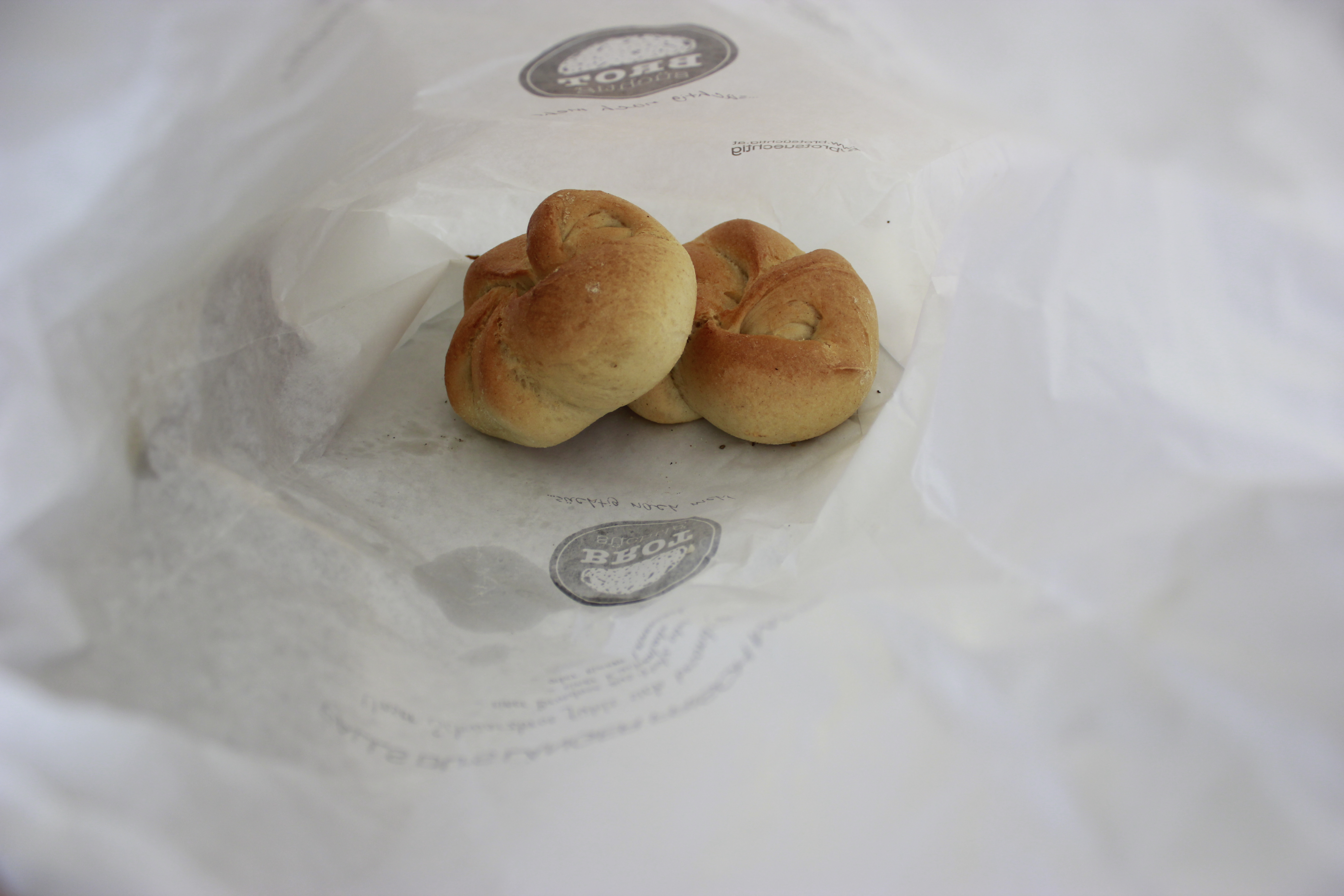
Ručně vyrobená Kaisersemmel, Bäckerei Brotsüchtig, Linz

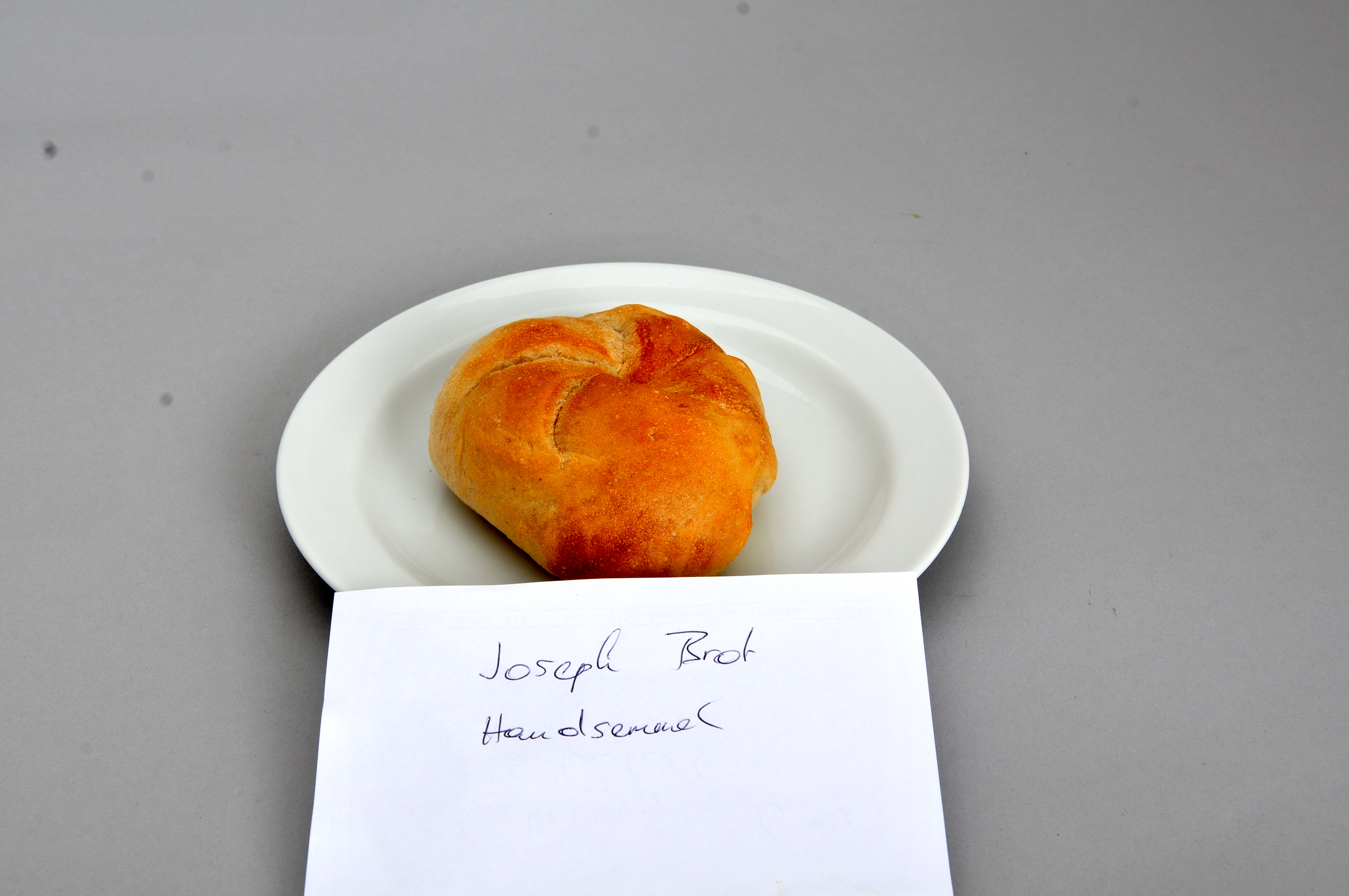
Ručně vyrobená Kaisersemmel, Bäckerei Josef Brot, Waldviertel, provozuje Josef Weghaupt od r. 2009

V roce 1817 započala výroba prvních housek za použití svrchního pivního droždí, která umožnila nástup tradiční výroby kulaté pětidílné císařské housky. Nedostatek svrchního (sladkého) droždí, s kterým se pekaři začali potýkat při zavádění spodního kvašení ve vídeňských pivovarech, vyřešil vídeňský pekařský cecho v roce 1847 vyhlášením soutěže o vynález kvasidla, jež by svrchní pivní droždí úplně nahradilo. Vítězem se stal v roce 1850 Adolf Ignaz Mautner, majitel Svato-Mareckého pivovaru a lihovaru ve Vídni (Sankt Marx, nyní 3. okres). Mautnerovo droždí se velmi rychle uchytilo a patřilo mezi nejlepší droždí vůbec. V té době začala výroba lisovaného droždí také v Čechách.
Od 1. listopadu 1858 pekaři vyráběli a prodávali houskové pečivo osvobozené od chlebové taxy (satzungsfreie Semmelgebäck): menší kulatou housku (die kleinere Mundsemmel) za 1 krejcar, větší kulatou housku (die größere Mundsemmel) za 1 ½ kr., malou housku (die kleinere ordinäre Semmel) za 1 kr., větší housku (die größere ordinäre Semmel) za 1 ½, kr.; dále luxusní pečivo nepodléhající taxe: císařskou housku (die Kaisersemmel) za 1 ½ kr., křehký tukový rohlík (das Kipfel) za 1 ½ kr.

### Císařská houska jako vyhlášená vídeňská specialita
Vylepšený vídeňský proces mletí poskytoval jemnější druhy mouky a pomocí sladkého kvašení (s kvasnicemi) bylo dosaženo kvalitního těsta (Kaiserteig), z kterého se vyráběly císařské žemle (Kaisersemmeln). Ručně vyráběná císařská žemle získávala svou charakteristickou chuť nejen skrze použití jemné pšeničné mouky a lisovaného droždí. Neméně významné pro její lahodnost bylo též intenzivní zpracování a tvarování těsta (Wirken, Einschlagen, Wickeln und Flechten), přičemž během pečení okraje cípů vytvořené hvězdice (tzv. Laugen) získávaly příjemnou praženou chuť.
Dne 26. října 1884 svolal Vídeňský pekařský cech do Vídně generální shromáždění, kterého se účastnilo 315 členů. Před tribunou cechovního představenstva a zástupců vídeňského magistrátu bylo na upravené tabuli vystaveno pečivo a chléb, reprezentující pekařskou výrobu ve městech: Vídeň , Pešť, Praha, Linz, Graz, Brno, Berlín, Drážďany a Breslau. Porota pekařských odborníků se nakonec jednomyslně usnesla, že zahraniční pečivo nedosahuje ani zdaleka kvality vídeňského. Rozdílnosti se objevily též ve váze a cennové relaci. Tyto údaje poroty byly nakonec přehledně zpracovány pro každý druh pečiva zvlášť.
| Město                 | Gramy | Cena                           |
| --------------------- | ----- | ------------------------------ |
| Vídeň / Wien          | 53    | 2 krejcary (kr.) rakouské měny |
| Pešť / Pest           | 50    | 2 kr.                          |
| Praha / Prag          | 53    | 2 kr.                          |
| Linec / Linz          | 56    | 2 kr.                          |
| Štýrský Hradec / Graz | 43    | 2 kr.                          |
| Brno / Brünn          | 51    | 2 kr.                          |
| Berlín / Berlin       | 55    | 5 feniků (Pf.) německé měny    |
| Drážďany / Dresden    | 50    | 5 Pf.                          |
| Vratislav / Breslau   | 50    | 5 Pf.                          |

Vídeňské pečivo, kterému vévodila císařská žemle, se stalo přirozeně turistickým lákadlem a jako takové se dostalo i na pohlednice. V roce 1889 založil Salomon Kohn společně se svými bratry Adolfem a Alfrédem vydavatelství poštovních pohlednic „Bratři Kohnové” (Wiener Postkartenverlag „Brüder Kohn“), které se stalo brzy známým pod jeho obchodní zkratkou „B.K.W.I.” Zrovna tak proslulý byl jejich specializovaný obchod na pohlednice „Obsluž se sám” (Special-Postkarten-Handlung „Bediene Dich selbst”). V roce 1907 vydalo nakladatelství sérii pohlednic pod názvem „Gruß aus der Spezialitätenstadt Wien”, která přinášela obrazy města Vídně obklopené jeho vyhlášenými specialitami jako byla například: vídeňská císařská žemle (Kaisersemmel), císařský rohlík, slaný rohlík (Salzstangel), vídeňská káva, pivo či párky.

### Císařská houska v období hospodářské krize
V rámci Vídeňského podzimního veletrhu 1937 ve Vídeňském prátru předvedl Vídeňský pekařský cech v Rotundě ukázku běžně vyráběného pečiva. Vedle císařské žemle a tradičního císařského rohlíku (Kaiserweckerl) to bylo dalších 18 druhů (Schusterlaberl, Wachauer, Bosniaken, Mohnkipferl, Patentweckerl, Salzstangel, Mohnstritzel, Grahamweckerl, Kipferl, Barches, Mexikaner, Stritzerl, Girafferl, Baunzerl, Gfchrade, Radetzkykipferl, mürbes Weckerl und Blattkipferl).
K vídeňským zajímavostem patří bezpochyby též císařská žemle, tak jak ji ve své dokonalosti dokáže vyrobit pouze profesionální vídeňský mistr pekař. Vedle správné přípravy těsta je totiž zapotřebí několik hmatů, které nelze žádným strojem nahradit. Když během války a poválečných let zmizela k nejhlubší lítosti labužníků císařská žemle z ošatek na pečivo, objevily se vážné obavy, že jejich výrobci vymřou a tajemství vypečené, zlatožluté, křupavé císařské žemle, vyráběné pouze ve Vídni, si vezmou sebou do hrobu.
(Neuigkeits) Welt Blatt, 2. prosinec 1937 (Die Wiener Kaisersemmel unter der Zeitlupe)

### Císařská houska v Čechách a na Moravě
V Čechách se stala kromě rohlíků nejrozšířenějším sortimentem pletená houska, ale v německém pohraničí se vedle ní vyráběla též žemle císařská či žemle hvězdička (Sternsemmel). Například v Litoměřicích při oslavě na počest císaře Josefa (Kaiser Joses-Feier und Volksfest) se ve slavnostním průvodu pekařského společenstva objevili učedníci v kostýmech velkých rohlíků, hvězdiček (Sternsemmel) a preclíků. Kulatá pětidílná císařská houska (Kaiserka) se z Rakouska rozšířila hlavně na Moravu. Už v roce 1835 se její název objevuje v německé kuchařce, kterou vydala Marie Judith Rohrer v Brně.
Dva pekařské učedníky zručné hlavně v točení rohlíků a výrobě žemlí hvězdiček okamžitě přijme Georg Tippmann, Pekařství, Teplice.
Prager Abendblatt, 23. September 1885
Po vypuknutí první světové války se od počátku února 1915 v Liberci oznamovalo, že císařskou žemli vystřídá květovka (květová žemle, párovka, mundzemle / Mundsemmel) z výražkové mouky a že výroba dosavadního sortimentu (geflochtene Semmel, Kaisersemmel, Salzstangel, mürbe Gebäck, Kipferl) se po dobu války zastavuje.

### Válečná a poválečná období bez císařských housek
První velká krize ve výrobě císařských žemlí přišla po vypuknutí první světové války. Dne 5. února 1915 se konalo shromáždění Vídeňského pekařského společenstva (Wiener Bäckergenossenschaft), které na základě nařízení dolnorakouského místodržitelství o zákazu výroby drobného bílého pečiva rozhodlo, že od 6. února 1915 ustává ve Vídni výroba císařských žemlí, rohlíků a bílého chleba. Svůj návrat slavila výroba bílých housek až v roce 1922, kdy byla cena císařské žemle stanovena z původních 2 krejcarů na 25 - 40 korun.
Po anšlusu Rakouska došlo nejprve 29. března 1938 k úpravě cen chleba a pečiva, přičemž nejvyšší cena formovaného bílého pečiva (Kaisersemmeln, Salzstangeln, Kipfeln atd.) byla stanovena ze 7 grošů na 4½ feniku (u jednoho kusu na 5 feniků). Další dlouhé období bez výroby císařské žemle započalo s vypuknutím druhé světové války a se zavedením přídělového systému též pro mouku a pečivo (Reichsbrotkarte) 25. září 1939. Teprve až v roce 1949 (od 50. přídělového období) mohla opět započít pravidelná a tradiční výroba císařských žemlí (potažmo bílého tvarovaného pečiva za 11 šilinků).